# Harutaeographa castaneipennis
Harutaeographa castaneipennis är en fjärilsart som beskrevs av George Francis Hampson 1894. Arten placeras idag i släktet Harutaeographa och familjen nattflyn. Den förekommer i Jammu och Kashmir i Indien.